# Via Severiana
La via Severiana era un'antica strada romana che congiungeva Portus (l'odierna Fiumicino) con Terracina. Fu costruita nel 198 dall'imperatore Settimio Severo (da cui prende il nome), che si limitò probabilmente a collegare e lastricare tratti di strade preesistenti lungo il percorso della costa laziale.

## Percorso
La strada, lunga circa 80 miglia romane (circa 118 km), partiva dal porto di Portus alla foce del Tevere, attraversava Ostia, lo Stagno di Ostia, il Vicus Augustanus, Laurentum, Lavinium (Pratica di Mare), Anzio e Astura (Torre Astura), per giungere quindi a Tarracina.
La strada è indicata nella Tabula Peutingeriana, dove sono indicate alcune località fra cui: Laurentum, Lavinium, 
Astura, Clostris, ad Turres albas, Circeios (sul Circeo presso Torre Paola), Ad Turres (Torre Vittoria), Terracina.
La costruzione della strada presentò non poche difficoltà anche per gli abili ingegneri romani, a causa dei numerosi corsi d'acqua che scendendo dai monti dell'entroterra, specialmente nella zona dell'Agro Pontino, si andavano spesso ad impaludare prima di sfociare a mare. La tecnica usata per superare questo tipo di ostacoli fu quella di conficcare dei piloni di legno nel terreno riempiendo successivamente lo spazio fra i piloni con grosse pietre che vennero quindi compresse fortemente e riempite ulteriormente di terra fino a formare dei terrapieni rialzati di uno o due metri rispetto al livello della palude, su cui poi venne realizzata la strada.
Costruita inizialmente per scopi commerciali, al fine di far arrivare più comodamente dai monti Lepini la calce necessaria per la manutenzione del porto di Ostia, la strada divenne ben presto la principale via di accesso alle numerose ville che i notabili romani si erano fatti costruire come residenze estive sul litorale romano.
Oggi dell'antica via restano solo poche tracce visibili. Alcuni frammenti del basolato usato per lastricare la strada sono visibili all'interno della pineta di Castel Fusano e ad Ostia nella pineta presso il Canale dei Pescatori sulla strada che porta ad Ostia Antica. Altri resti sono visibili nella necropoli dell'Isola Sacra.
Secondo un'altra misurazione dedotta anche dalla testimonianza del cronista della terza crociata, nell'agosto del 1190 Riccardo Cuor di Leone percorse un tratto di strada basolata che attraversava un bosco ricco di selvaggina, identificata con la via Severiana della lunghezza di quater viginti miliaria, cioè ventiquattro miglia, pari a poco più di 35,5 chilometri che corrispondono alla distanza, secondo un percorso pressappoco rettilineo, tra Porto e l'area di Tor San Lorenzo nei cui pressi sorgeva Castrum Inui.

## Ville romane
Lungo la via Severiana, superato lo Stagno di Ostia, erano presenti una serie di ville residenziali che si succedevano lungo la costa, dalla zona detta della "Palombara" fino a Torvaianica. Gran parte di queste ville erano preesistenti alla strada in quanto risalivano per lo più al periodo tardo repubblicano. Allora il mare era più distante di oggi e le ville erano immerse nella macchia mediterranea che ricopriva la zona.
Scavi effettuati in varie epoche, a partire dal 1717 fino ai tempi attuali, hanno portato al rinvenimento di importanti resti.
La villa di Quinto Ortensio Ortalo, oratore romano vissuto ai tempi di Cicerone, si trova nella zona della Palombara. I primi ritrovamenti nella zona sono del 1713, successivi scavi effettuati nei primi dell '800 dalla famiglia Chigi, allora proprietaria dell'area, e poi nel 1933-34, portarono alla luce gran parte dei resti della villa tuttora visibili. Questi ritrovamenti vennero per lungo tempo associati alla villa di Plinio il Giovane. Solo recentemente, nel 1984, in base agli studi dell'architetto Eugenia Salza Prina Ricotti, e del professor Antonio Maria Colini, i resti sono stati attribuiti alla villa di Ortensio, mentre la villa di Plinio si ritiene si trovi nella tenuta presidenziale di Castel Porziano, nella cosiddetta Villa Magna in località Grotte di Piastre.

## Vicus Augustanus
Il Vicus Augustanus, o Vicus Augustanus Laurentinum, era un vicus rurale, risalente all'età augustea, che si trovava alle spalle della Via Severiana. Il borgo era dotato di un foro con il tempio e le immancabili terme pubbliche.